# Mowdok
Mowdok, Saka Haphong lub Clan Moy – szczyt w na granicy między Bangladeszem a Mjanmą. Wątpliwości budzi zarówno wysokość szczytu (wahająca się od 1052 do 1064 m), jak i fakt przynależności szczytu do Bangladeszu. Jeśli przyjmiemy, że leży on w granicach Bangladeszu, to będzie to najwyższy szczyt tego państwa. Niektóre źródła jako najwyższy szczyt Bangladeszu podają Keokradong, o kwestionowanej wysokości 1230 m n.p.m. lub Tazing Dong o kwestionowanej wysokości 1280 m n.p.m.